# 張忠侯
張忠侯（?—?），原名贊忠，字思補，淡水八里坌（今新北市八里區）人，清朝政治人物，舉人出身。

## 生平
張忠侯於光緒庚寅年（1890年）上任台灣府儒學訓導，隸屬於台灣道台灣府，為台灣清治時期的地方官員，該官職主要從事台灣府境內之教育行政部分，受台灣府儒學教授制約，該官職亦通常為閩籍，語言可與台灣人互作溝通，事實上，教學上也以閩語為主，官話為輔。